# Royal Rumble (2005)
Royal Rumble 2005 fue la decimoctava edición del Royal Rumble, un evento pago por visión de lucha libre profesional producido por la World Wrestling Entertainment (WWE). Tuvo lugar el 30 de enero de 2005 desde el "Save Mart Center" en Fresno, California. El tema oficial del evento fue "Find The Real" de Alter Bridge.

## Resultados
- Lucha en Heat: Maven derrotó a Rhyno (7:01)
  - Maven cubrió a Rhyno con un "Roll-Up".
- Edge derrotó a Shawn Michaels (18:32)
  - Edge cubrió a Michaels con un "Roll-Up" afirmándose de la tercera cuerda
- The Undertaker derrotó a Heidenreich en un Casket match (13:20)
  - Undertaker colocó a Heidenreich en el ataúd después de aplicarle la "Tombstone Piledriver".
  - Gene Snitsky interfirió para ayudar a Heidenreich, mientras que Kane lo hizo para ayudar a Undertaker.
- John "Bradshaw" Layfield derrotó a The Big Show y Kurt Angle en un Triple Threat Match reteniendo el Campeonato de la WWE (12:04)
  - JBL cubrió a Angle después de una "Clothesline from Hell".
  - Orlando Jordan, Doug Basham y Danny Basham interfirieron para ayudar a JBL.
  - Luther Reigns y Mark Jindrak interfirieron para ayudar a Angle.
- Triple H derrotó a Randy Orton reteniendo el Campeonato Mundial Peso Pesado (21:28)
  - Triple H cubrió a Orton después de un "Pedigree".
  - Evolution tenía prohibido acercarse al ring durante el combate.
  - Durante la lucha Randy Orton sufrió una Conmoción Cerebral (kayfabe).
- Batista ganó el Royal Rumble 2005 (51:27)
  - Batista eliminó finalmente a John Cena, ganando la lucha.
  - Originalmente ambos luchadores se eliminaron mutuamente al mismo tiempo, pero Vince McMahon ordenó reiniciar el combate entre ambos en una lucha de muerte súbita.
  - Vince McMahon sufrió el desgarro de ambos cuádriceps al intentar subir al ring para reiniciar la lucha.
  - Tras finalizar el evento, Batista y Cena se dieron la mano en señal de respeto.

## Royal Rumble entradas y eliminaciones

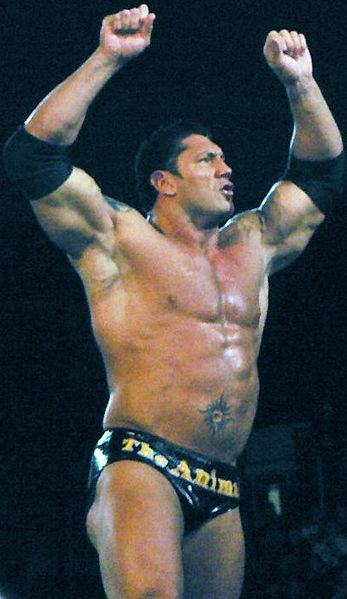
Batista, el ganador del Royal Rumble 2005.

Rojo ██ indica las superestrellas de RAW y azul ██ indica las superestrellas de SmackDown!. Cada superestrella entraba aproximadamente cada 90 segundos.
| Entradas | Entradas          | Eliminado por | Eliminado por                                    | Tiempo |
| -------- | ----------------- | ------------- | ------------------------------------------------ | ------ |
| 1        | Eddie Guerrero    | 11            | Edge                                             | 28:11  |
| 2        | Chris Benoit      | 25            | Flair                                            | 47:26  |
| 3        | Daniel Puder      | 1             | Holly                                            | 04:09  |
| 4        | Hardcore Holly    | 2             | Benoit y Guerrero                                | 01:59  |
| 5        | The Hurricane     | 3             | Guerrero                                         | 01:04  |
| 6        | Kenzo Suzuki      | 4             | Mysterio                                         | 03:31  |
| 7        | Edge              | 28            | Batista y Cena                                   | 40:19  |
| 8        | Rey Mysterio      | 27            | Edge                                             | 38:25  |
| 9        | Shelton Benjamin  | 10            | Edge                                             | 14:35  |
| 10       | Booker T          | 9             | Guerrero y Mysterio                              | 10:42  |
| 11       | Chris Jericho     | 21            | Batista                                          | 28:22  |
| 12       | Luther Reigns     | 7             | Booker T                                         | 07:13  |
| 13       | Muhammad Hassan   | 5             | Edge, Jericho, Benoit, Booker, Benjamin y Reigns | 00:54  |
| 14       | Orlando Jordan    | 8             | Booker T                                         | 03:36  |
| 15       | Scotty 2 Hotty    | 6             | Nunca entró al ring                              | 00:00  |
| 16       | Charlie Haas      | 13            | Michaels                                         | 06:20  |
| 17       | René Dupreé       | 16            | Jericho                                          | 11:32  |
| 18       | Simon Dean        | 12            | Michaels                                         | 00:20  |
| 19       | Shawn Michaels    | 15            | Angle                                            | 04:56  |
| 20       | Kurt Angle        | 14            | Michaels                                         | 00:37  |
| 21       | Jonathan Coachman | 23            | Flair                                            | 13:48  |
| 22       | Mark Jindrak      | 19            | Kane                                             | 08:15  |
| 23       | Viscera           | 17            | Cena                                             | 03:00  |
| 24       | Paul London       | 18            | Snitsky                                          | 03:15  |
| 25       | John Cena         | 29            | Batista                                          | 15:28  |
| 26       | Gene Snitsky      | 20            | Batista                                          | 03:38  |
| 27       | Kane              | 22            | Cena                                             | 03:54  |
| 28       | Batista           | -             | Ganador                                          | 10:54  |
| 29       | Christian         | 24            | Batista                                          | 02:09  |
| 30       | Ric Flair         | 26            | Edge                                             | 01:58  |

1. ↑  Fue su última batalla real antes de su muerte.
2. ↑  Fue atacado por Hassan antes de entrar al ring.
3. ↑  Kurt Angle ya se encontraba eliminado, luego de sacarlo atacó a Michaels y luego le aplicó su "Angle Lock".

## Otros roles
| Comentaristas - Michael Cole - SmackDown! - Jerry "the King" Lawler - RAW - Jim Ross - RAW / Royal Rumble match - Tazz - SmackDown! / Royal Rumble match Comentaristas en Español - Carlos Cabrera - Hugo Savinovich Árbitros de RAW - Earl Hebner - Mike Chioda - Jack Doan - Chad Patton Árbitros de SmackDown - Nick Patrick - Jim Korderas - Charles Robinson - Brian Hebner | Otros - Eric Bischoff - RAW general manager - Tony Chimel - ring announcer - Howard Finkel - ring announcer - Theodore Long - SmackDown! general manager - Vince McMahon - WWE Chairman - Christy Hemme - Bingo machine tumbler - Torrie Wilson - Bingo machine tumbler |